# Vladimír Filo
Vladimír Filo (15. ledna 1940, Gáň – 18. srpna 2015, Nitra) byl 17. biskup rožňavské římskokatolické diecéze, kterou vedl v letech 2008-2015.

## Kněz
Vladimír Filo studoval na Římskokatolické cyrilometodějské bohoslovecké fakultě Univerzity Komenského v Bratislavě. Knězem byl vysvěcený 25. července 1962. Nejprve působil jako kaplan v Senci, kde působil pouhý jeden rok. Pak musel duchovenskou práci přerušit, aby vykonal v letech 1963 - 1965 povinnou základní vojenskou službu. Po návratu z vojny následně působil v Trnavě, Kolárově a Nových Zámcích. V roce 1966 byl ustanoven ceremoniářem na Biskupském úřadě v Trnavě. Odtud byl v roce 1968 vyslán na studia do Říma. Od roku 1976 byl správcem farnosti Veľký Cetín.

## Biskup
Pomocným biskupem trnavské arcidiecéze ho jmenoval papež Jan Pavel II. 17. března 1990 a svěřil mu titulární sídlo Thucca v Mauretánii. Vysvěcený biskupem byl 16. dubna téhož roku v Trnavě. V letech 1990 a 1991 byl rektorem Kněžského semináře Sv. Cyrila a Metoděje v Bratislavě a od roku 1990 do roku 1998 přednášel jako profesor církevního práva na Římskokatolické cyrilometodějské bohoslovecké fakultě Univerzity Komenského v Bratislavě. Současně od roku 1992 vykonával funkci soudního vikáře církevního soudu. Byl též předsedou Slovenské liturgické komise.
Dne 23. listopadu 2002 byl jmenovaný biskupem koadjutorem rožňavské diecéze a 27. prosince 2008 se stal diecézním biskupem rožňavské římskokatolické diecéze. V lednu 2015 podal rezignaci z důvodu kanonického věku, kterou papež František 21. března téhož roku přijal a na jeho místo jmenoval Stanislava Stolárika, dosavadního pomocného biskupa košické arcidiecéze, který diecézi převzal 16. května. Zemřel 18. srpna 2015 v nitranské nemocnici.

### Žádost o odchod salesiánů z diecéze
V červenci 2013 biskup Filo požádal místní salesiány, aby do konce letních prázdnin odešli z Rožňavy i celé diecéze. Důvody odmítl uvést. Salesiáni tak po třiadvaceti letech odešli a diecéze zůstala jedinou z římskokatolických diecézí na Slovensku, kde nepůsobí.